# Ernst Roters
Ernst Roters (* 6. Juli 1892 in Oldenburg; † 25. August 1961 in Berlin) war  ein deutscher Komponist und Filmkomponist.

## Leben und Wirken
Der Sohn des Diplomingenieurs Friedrich Roters erhielt seine künstlerische Ausbildung am Klindworth-Scharwenka-Konservatorium und an der Berliner Hochschule für Musik (Meisterklasse Georg Schumann). Nach seinem Abschluss wirkte Roters am Danziger Konservatorium, ehe er 1916 eingezogen wurde. Nach seiner Rückkehr ins Zivilleben 1918 arbeitete der Oldenburger als Theaterkapellmeister in Hamburg und wurde von 1925 bis 1930 Musikreferent beim Hamburger Fremdenblatt. Mit seiner endgültigen Rückkehr nach Berlin trat Ernst Roters in den frühen 1930er Jahre als Kapellmeister des Reichssender Berlin in Erscheinung und begann erstmals auch Filmmusiken zu komponieren. Bis Kriegsende 1945 arbeitete Roters nur sehr sporadisch als Filmkomponist vielmehr war er seit 1940 Dozent für Filmmusik an der Deutschen Film-Akademie.
Nach einjährigem Kriegsdienst (1944/45) konnte Roters noch im ersten Friedensjahr 1945 wieder zu seinem alten Beruf anschließen und arbeitete bis 1947 als Theaterkapellmeister des Deutschen Theaters. Zur selben Zeit verpflichtete ihn die ostzonale DEFA als ihren ersten und wichtigsten Hauskomponisten. In dieser Funktion vertonte Roters zahlreiche bedeutende Filme aus der Frühzeit dieser Staatsfirma, darunter Klassiker wie und Die Mörder sind unter uns, Der Biberpelz und Die Geschichte vom kleinen Muck und schrieb auch Partituren für Produktionen der SED-Propaganda. In einem Dutzend Jahren arbeitete Roters mit den führenden DDR-Regisseuren Wolfgang Staudte, Erich Engel, Falk Harnack, Kurt Maetzig, Slatan Dudow und Martin Hellberg zusammen. 1958 endete diese Kooperation; die letzte Filmkomposition des am Kaiserdamm in West-Berlin lebenden Ernst Roters war zugleich die einzige für den bundesdeutschen Film: das humanistische Ideale und Werte transportierende Kriegsdrama Am Galgen hängt die Liebe.
Ernst Roters hat auch jenseits des Films komponiert. Aus seiner Feder stammen Kammermusiken, Streichquartette, Klavierkonzerte, Sinfonien und Opern (Hamlet, Die schwarze Kammer). Darüber hinaus verfasste er eine Reihe von Bühnen- und Hörfunkmusiken.

## Filmografie
- 1936: Die Kreutzersonate
- 1939: Der Weg zu Isabell
- 1946: Die Mörder sind unter uns
- 1948: Und wieder 48
- 1948: Die Kuckucks
- 1949: Der Biberpelz
- 1950: Familie Benthin
- 1951: Die Sonnenbrucks
- 1951: Das Beil von Wandsbek
- 1952; Karriere in Paris
- 1952: Das verurteilte Dorf
- 1952: Geheimakten Solvay
- 1953: Die Geschichte vom kleinen Muck
- 1954: Stärker als die Nacht
- 1956: Thomas Müntzer
- 1957: Die Millionen der Yvette
- 1958: Emilia Galotti
- 1960: Am Galgen hängt die Liebe